# Dafnae Trujillo Delgado
Dafnae Lorena Trujillo Delgado, nació en Tenerife, el 13 de junio de 1983. Es una Maestro Internacional Femenino de ajedrez española.

## Resultados destacados en competición
Participó representando a España en el Campeonato de Europa de ajedrez por equipos en dos ocasiones, en los años 2005 en Gotemburgo y en 2007 en Heraclión. Alcanzando en el campeonato del 2005, la medalla de oro individual en el tablero reserva.
Fue campeona de España juvenil femenino sub-20 en el año 2003 en Mondariz-Balneario.
Fue una vez subcampeona de España, en el año 2005.